# شمارین
شمارین (به عربی: شمارین) یک روستا در سوریه است که در ناحیه مرکزی اعزاز واقع شده‌است. شمارین ۵۰۶ نفر جمعیت دارد.